# Nature morte à la dinde
La Nature morte à la dinde (en espagnol : El Pavo muerto) est une peinture à l'huile de Francisco Goya. Elle forme une paire avec la Nature morte aux oiseaux morts (pl) avec laquelle elle est exposée au musée du Prado de Madrid.

## Goya et les natures mortes
La nature morte n'est pas un thème fréquent des œuvres de Goya, peut-être parce qu’en son temps elle était considérée comme moins précieuse que les portraits, les œuvres religieuses ou historiques. Dans l’Espagne du XIXe siècle, ce type de peinture était représenté par Luis Paret y Alcázar et Luis Meléndez. Leur travail était rococo marqué par le naturalisme et le souci du détail. Goya a peint une série de natures mortes pendant la Guerre d'Indépendance espagnole (1807-1814) puis lors de son exil à Bordeaux. Cependant, ses œuvres sont  loin du style rococo, elles sont caractérisées par d’épais coups de pinceau et une palette de couleurs limitée. Goya rejette le concept traditionnel de la vie encore et revient à l'esthétique de Rembrandt. En outre, les natures mortes de Goya sont une claire métaphore de la mort, les animaux morts sont des victimes dont les corps sont présentés de façon directe et cruelle. La mort, l'éphémère et de fatalisme reviennent souvent dans les œuvres ultérieures du peintre vieillissant, devenant presque une obsession dans les peintures noires.Il est impossible de déterminer l'origine exacte de cette série de natures mortes, mais les historiens de l'art les situent eux entre 1808 et 1812, en raison des analogies avec Les Désastres de la guerre, toile réalisée au même moment et leurs nombreuses scènes de violence.

## Description
La nature morte se compose d'une dinde morte appuyée sur un panier en osier, qui est le seul point de référence spatial. Le fond est uniforme et sombre, concentrant le regard du spectateur sur l'oiseau. Goya a supprimé toute préciosité ou idéalisation, l'accent est mis sur la lumière et la couleur. La peinture a été appliquée avec des coups de pinceau rapides - chaque relief du panier en osier est peint d’un bon coup de pinceau épais,. La palette de couleurs est limitée à quatre couleurs (ocre, blanc, noir et rouge) , concentrées sur la tête du volatile sur fond sombre, lui donnant un réalisme extraordinaire et dramatique. Les plumes ont été peintes de la même couleur que le fond, la partie inférieure est blanche, tandis que la tête se distingue par un rouge pâle. La toile a été signée avec de grandes lettres blanches (Goya) dans la partie centrale .
Traditionnellement, les peintures d’oiseaux sont utilisées pour des exacerber la vie, avec de riches couleurs donnant une idée de la fête. Cependant, au lieu de ces associations positives, Goya suscite plutôt l’empathie. Le nombre d’éléments est limité pour concentrer le spectateur sur la mort récente de l’oiseau ; procédé qui est souvent interprété comme une référence aux événements tragiques de la Guerre d’Indépendance et à ses victimes. L'aile levée et les pattes jointes, dans leur rigidité cadavérique augmentent la profondeur dramatique de la scène.
Le fils de Goya, Javier, hérita de la série de natures mortes qu’il transmit à son petit-fils Mariano. Mariano Goya donna ces tableaux à Rafael Garcia Palencia, comte Yumuri, pour rembourses des dettes. Après la mort du comte en 1865, les peintures ont été vendues et furent dispersées dans diverses collections dans le monde, certains ont été perdues. C'est en 1900, que ce tableau a été acheté à l'initiative du Ministère des Beaux-Arts dans le but d'entrer au Prado. Avec la Nature morte aux oiseaux morts, il s'agit des deux seules natures mortes de Goya au Prado, .